# Chhattisgarhi
Chhattisgarhi (Devanagari: छत्तिसगढ़ी of छत्तीसगढ़ी) is een Indo-Arische taal die voornamelijk gesproken wordt in de Indiase deelstaat Chhattisgarh. 
Er zijn ongeveer 11 miljoen mensen die de taal spreken, voornamelijk in Chhattisgarh, maar ook in de nabijgelegen deelstaten Madhya Pradesh, Odisha en Bihar. Door velen wordt het beschouwd als een variant van het Hindi. 
De taal is verwant aan het Bagheli en het Awadhi. 